# Łosoś adriatycki
Łosoś adriatycki (Salmo obtusirostris) – gatunek ryby z rodziny łososiowatych (Salmonidae).

## Występowanie
Występuje w wodach śródlądowych na terenie Chorwacji, Czarnogóry oraz Bośni i Hercegowiny. Zwykle spotykany w górskich rzekach na dużych wysokościach. 

## Charakterystyka

### Wygląd
Osiąga około 70 cm. Ma małe zęby, a pysk tępy. W jego dolnej części znajduje się otwór gębowy. 

### Rozmnażanie
Tarło trwa od kwietnia do maja. 